# Wstawka montażowa
Wstawka montażowa lub insert – rodzaj krótkiego ujęcia w filmie, komunikującego dodatkową informację na temat sceny. Inserty są często zorientowane na wzmocnienie napięcia dramatycznego.
Wstawką można nazwać również umieszczony w filmie fabularnym fragment materiału archiwalnego, którego zadaniem jest uwiarygodnienie prezentowanej akcji, jak np. fragmenty kronik filmowych w Casablance (1942). Wykorzystanie wstawek archiwalnych może również wynikać z chęci zaprezentowania wydarzeń trudnych do zainscenizowania przed kamerą, np. historycznych bitew.